# Taurus Model 731
O Taurus Model 731 é um revólver snubnose de aço inoxidável, ação dupla e seis tiros que utiliza munição .32 H&R Magnum. O revólver possui um cabo de borracha e bloqueio de chave integral.